# Contea di Hongya
La contea di Hongya (洪雅县S, Hóngyǎ XiànP) è una contea della Cina, situata nella provincia di Sichuan e amministrata dalla prefettura di Meishan.